# 34261 Musharahman
34261 Musharahman è un asteroide della fascia principale. Scoperto nel 2000, presenta un'orbita caratterizzata da un semiasse maggiore pari a 2,2566266 au e da un'eccentricità di 0,1368325, inclinata di 3,51162° rispetto all'eclittica.